# Mauzens-et-Miremont
Mauzens-et-Miremont là một xã của Pháp, nằm ở tỉnh Dordogne trong vùng Aquitaine của Pháp. Xã này có diện tích 20,57 km2, dân số năm 2005 là 328 người. Xã nằm ở khu vực có độ cao trung bình 228 m trên mực nước biển.

## Thông tin nhân khẩu
| Năm    | 1962 | 1968 | 1975 | 1982 | 1990 | 1999 | 2005 |
| ------ | ---- | ---- | ---- | ---- | ---- | ---- | ---- |
| Dân số | 394  | 377  | 294  | 330  | 302  | 338  | 328  |